# Aegerten
Aegerten är en ort och kommun i distriktet Biel i kantonen Bern, Schweiz. Kommunen har 2 391 invånare (2023).